# Ella Balinska
Ella Balinska (sinh ngày 4 tháng 10 năm 1996) là nữ diễn viên người Anh Quốc. Cô vào vai Jane Kano trong Những thiên thần của Charlie (2019).

## Thời thơ ấu
Balinska sinh ra ở London, mẹ cô là đầu bếp Lorraine Pascale và cha cô là doanh nhân Kazimierz Balinski-Jundzill. Cô từng thi đấu điền kinh cấp độ quốc gia của Anh Quốc.

## Sự nghiệp
Năm 2017, Balinska vào vai chính trong phim The Athena (2019), vai Nyela Malik.
Tháng 7 năm 2018, Sony Pictures Entertainment công bố Balinska vào vai chính trong Những thiên thần của Charlie (ra mắt 2019, đạo diễn Elizabeth Banks), bên cạnh Kristen Stewart và Naomi Scott.

## Danh sách phim

### Điện ảnh
| Năm  | Phim                         | Vai             | Ghi chú |
| ---- | ---------------------------- | --------------- | ------- |
| 2015 | Junction 9                   | Tanya Mason     |         |
| 2015 | Thanatos                     | Clarice Spinoza |         |
| 2016 | Hunted                       | Agent A. Fox    |         |
| 2017 | Tiers of the Tropics         | Orla            |         |
| 2017 | Clover                       | Maya            |         |
| 2017 | Room                         | Meghan          |         |
| 2017 | 10 Men & Gwen                | Cristina        |         |
| 2017 | A Modern Tale                | Esme            |         |
| 2019 | Những thiên thần của Charlie | Jane Kano       | Hậu kỳ  |
| 2020 | Run Sweetheart Run           |                 | Hậu kỳ  |